# Ingeborg Huld-Zetsche
Ingeborg Huld-Zetsche (* 11. Oktober 1934 in Berlin; † 18. Oktober 2013 in Oberursel) war eine deutsche Provinzialrömische Archäologin. Sie war langjährige Kustodin der römischen Abteilung im Archäologischen Museum Frankfurt. Schwerpunkte ihrer Forschung waren die römische Keramik, die Römerstadt Nida-Heddernheim und der Mithraskult.

## Werdegang
Ingeborg Huld-Zetsche wurde 1968 mit dem Thema Trierer Reliefsigillata, Werkstatt I an der Universität Mainz bei Hans Klumbach und Rafael von Uslar promoviert. Gegenstand dieser Arbeit wie auch des 1993 erschienenen Nachfolgebandes (Trierer Reliefsigillata, Werkstatt II.) sind die reliefverzierten Terra-Sigillata-Gefäße aus den Töpfereien am Pacelliufer in Trier (Augusta Treverorum). Für ihre Forschungen zur römischen Keramik erhielt sie später Lehraufträge an den Universitäten Marburg und Frankfurt am Main. Seit 1972 war sie Kustodin am damaligen Frankfurter Museum für Vor- und Frühgeschichte (heute Archäologisches Museum Frankfurt). Von 1980 bis 1991 war sie zudem Stellvertreterin des Direktors Walter Meier-Arendt.
Ihre Hauptaufgabe im Museum war die Neukonzeption der römischen Abteilung, die 1989 in der Karmeliterkirche eröffnet wurde. Zuvor waren die Bestände in zwei Ausstellungen und mehrere Depots verteilt, was besonders bei den Steindenkmälern und weiteren Funden aus der bedeutenden Römerstadt Nida (heute Frankfurt-Heddernheim) auf dem Frankfurter Stadtgebiet kaum eine zusammenhängende Präsentation ermöglichte. Huld-Zetsche gelang es, das Interesse für die Römerstadt ab 1976 durch eine vielbeachtete Ausstellung im Deutschordenshaus erneut zu wecken.

## Forschungen
Ein Forschungsschwerpunkt Huld-Zetsches war die Keramik der römischen Antike. Großen Einfluss auf die Forschung hatten ihre zwei Monographien (1972; 1993) zur reliefverzierten Terra Sigillata aus Augusta Treverorum (heutiges Trier), in denen sie jeweils die Produktpalette einer der dort tätigen Keramikwerkstätten zusammenstellte und analysierte. Ein wichtiges Ergebnis dieser Studien war ihre Erkenntnis, dass die Formschüsseln solcher Reliefgefäße in einigen Fällen noch viele Jahrzehnte nach ihrer Herstellung in den Werkstätten genutzt wurden. Analysiert man als heutiger Archäologe die Dekoration einer so entstandenen „Spätausformung“, so gelangt man damit lediglich zu einer Datierung der Formschüssel, die aber eben erheblich älter sein kann als das daraus ausgeformte Gefäß. Wie üblich solche Spätausformungen waren und wie verlässlich man reliefverzierte Terra-Sigillata-Gefäße demnach über ihre Dekoration datieren kann, gilt in der Forschung seitdem als unklar und konnte noch nicht ausreichend beantwortet werden.
Gemeinsam mit Bernd Steidl publizierte Huld-Zetsche 1994 einen Aufsatz zu zwei antiken Geschirrdepots in den antiken Zivilsiedlungen der Kastelle Echzell und Langenhain, die für die absolute Datierung römischer Keramik des frühen 3. Jahrhunderts n. Chr. wichtig sind. Weitere von ihr erforschte Keramikgattungen sind die rotbemalte Ware der Wetterau (kurz „Wetterauer Ware“) und die Tonlampen, die in den römischen Töpfereien von Frankfurt-Nied produziert wurden. Wichtige Publikationen zur Wetterauer Ware veröffentlichte sie 1978 und 1984. Eine Monographie zu den antiken Lampen aus Frankfurt-Nied konnte sie vor ihrem Tod nicht mehr fertigstellen; sie wurde 2014 durch Peter Fasold und Carsten Wenzel postum publiziert.
In ihrer Frankfurter Zeit wandte sich Ingeborg Huld-Zetsche zusätzlich verstärkt dem Mithraskult zu, der in den germanischen Provinzen des Römischen Reiches eine bedeutende Rolle spielte. Sie veröffentlichte Monographien zu den Mithräen von Nida (1986) und Mogontiacum, dem heutigen Mainz (2008), aber auch Untersuchungen zur Deutung und dem Gesamtkontext des Mithraismus (zum Beispiel 1997 und 2001). Als Zuständige für die römische Abteilung des Frankfurter Museums für Vor- und Frühgeschichte verfasste sie zudem Überblicksarbeiten zur Geschichte des antiken Frankfurt (1994) und zur Geschichte der Erforschung von dessen Überresten (1979) und war an einem Führer durch die Dauerausstellung des Museums (1989) beteiligt.

## Veröffentlichungen (Auswahl)
- Trierer Reliefsigillata, Werkstatt I. Habelt, Bonn 1972, ISBN 3-7749-1292-0 (Materialien zur römisch-germanischen Keramik 9).
- Römische rotbemalte Ware der Wetterau im Frankfurter Museum für Vor- und Frühgeschichte. Museum für Vor- und Frühgeschichte, Frankfurt 1978 (Bildheftchen des Frankfurter Museums für Vor- und Frühgeschichte 9).
- 150 Jahre Forschung in Nida-Heddernheim. In: Nassauische Annalen 90, 1979, S. 5–26.
- Der römische Fasanenkrug aus Mainz. Zur figürlichen Bemalung der Wetterauer Ware. Krach, Mainz 1984, ISBN 3-87439-106-X (Archäologische Berichte aus Rheinhessen und dem Kreis Bad Kreuznach 2).
- Mithras in Nida-Heddernheim. Museum für Vor- und Frühgeschichte, Frankfurt 1986, ISBN 3-88270-306-7 (Archäologische Reihe 6).
- mit Angelika Schmidt-Herwig (Red.): Die Dauerausstellung. Einführung in die Abteilungen. Museum für Vor- und Frühgeschichte, Frankfurt 1989, ISBN 3-88270-313-X (Archäologische Reihe 12).
- (Hrsg.) Frankfurter Beiträge zur Mittelalter-Archäologie 2. Mit Untersuchungen zu Völkerwanderungszeit, zur Frankfurter Altstadt und zum Antoniterkloster Frankfurt am Main-Höchst. Museum für Vor- und Frühgeschichte, Frankfurt 1990, ISBN 3-7749-2454-6 (Schriften des Frankfurter Museums für Vor- und Frühgeschichte 12).
- Trierer Reliefsigillata, Werkstatt II. Habelt, Bonn 1993, ISBN 3-7749-2557-7 (Materialien zur römisch-germanischen Keramik 12).
- NIDA – eine römische Stadt in Frankfurt am Main. Stuttgart, 1994 (Schriften des Limesmuseums Aalen 48).
- mit Bernd Steidl: Die beiden neuen Geschirrdepots von Echzell und Langenhain. In: Münstersche Beiträge zur antiken Handelsgeschichte XIII 2, 1994, S. 47–59.
- Die Stiertötung des Mithras – ein astronomischer Code. Archäologische und Volkskundliche Arbeitsgemeinschaft Dieburg e.V. (AVA), Dieburg 1997, ISBN 3-9805719-0-4 (Dieburger Kleine Schriften 12).
- (Hrsg.) Haute Couture in Frankfurt: eine Ausstellung im Holzhausenschlößchen, 27. März – 22. April 1998 / Retrospektive Konrad Zetsche. Oberursel 1998, ISBN 3-00-002176-0.
- Der Mithraskult im römischen Germanien. In: Wolfgang Spickermann (Hrsg.): Religion in den germanischen Provinzen Roms. Mohr Siebeck, Tübingen 2001, ISBN 3-16-147613-1, S. 339–359.
- Der Mithraskult in Mainz und das Mithräum am Ballplatz. Generaldirektion Kulturelles Erbe, Direktion Archäologie, Mainz 2008, ISBN 978-3-935970-05-1 (Mainzer archäologische Schriften 7).
- Die Lampen aus den römischen Töpfereien von Frankfurt am Main-Nied. Bearbeitet von Peter Fasold und Carsten Wenzel. Mit einem Beitrag von Gerwulf Schneider. Schnell & Steiner, Regensburg 2014, ISBN 978-3-7954-2838-9 (Schriften des Archäologischen Museums Frankfurt 25).